# Liste der Stolpersteine in Leidschendam-Voorburg

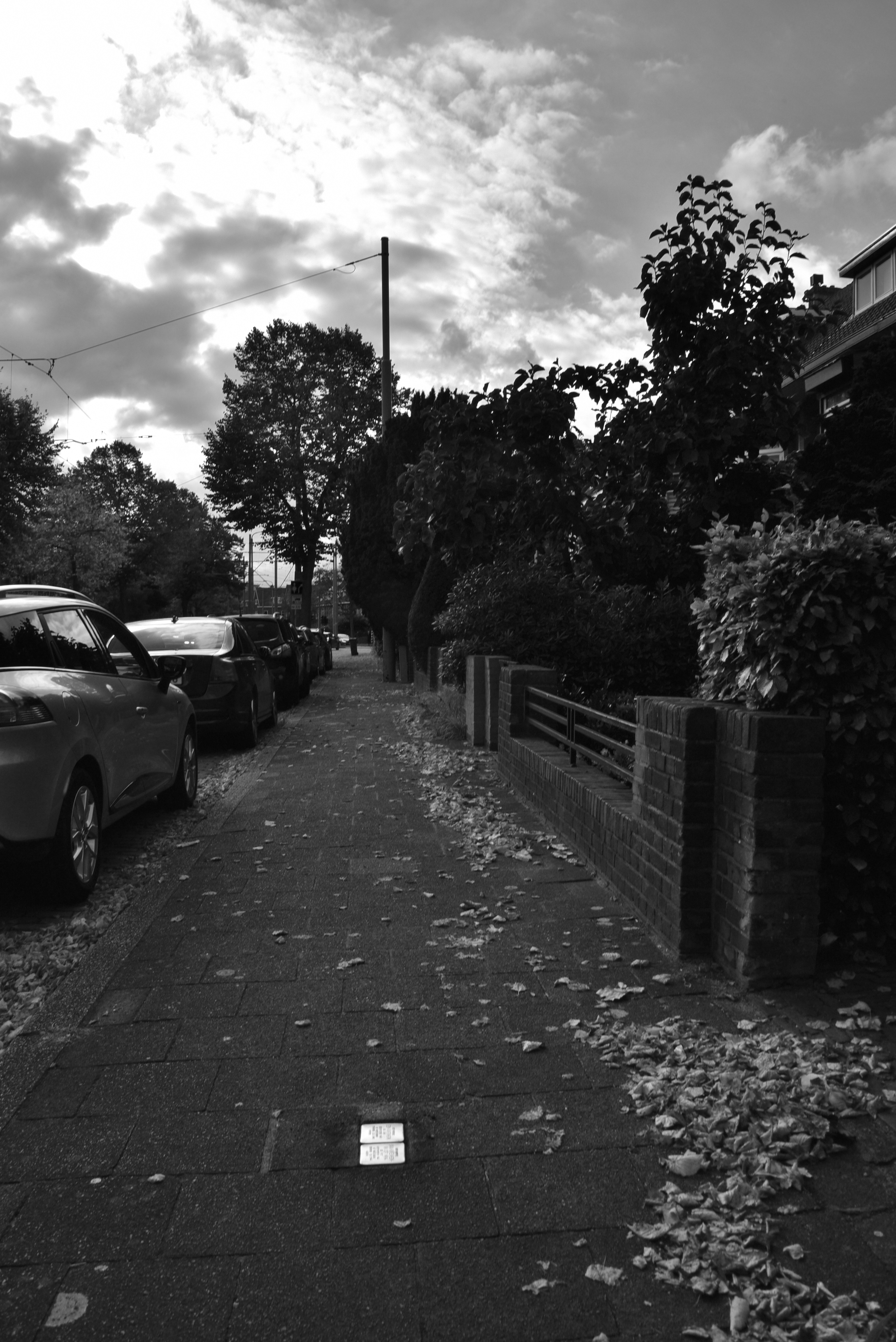
Stolpersteine in Leidschendam-Voorburg

Die Liste der Stolpersteine in Leidschendam-Voorburg umfasst jene Stolpersteine, die vom deutschen Künstler Gunter Demnig in der Gemeinde Leidschendam-Voorburg in der Provinz Zuid-Holland verlegt wurden. Stolpersteine sind Opfern des Nationalsozialismus gewidmet, all jenen, die vom NS-Regime drangsaliert, deportiert, ermordet, in die Emigration oder in den Suizid getrieben wurden. Demnig verlegt für jedes Opfer einen eigenen Stein, im Regelfall vor dem letzten selbst gewählten Wohnsitz.
Der erste Stolperstein in dieser Gemeinde wurde am 20. Juni 2018 verlegt und ist Alfred Goldsteen gewidmet.

## Verlegte Stolpersteine
In Leidschendam-Voorburg wurden 61 Stolpersteine an 20 Adressen verlegt.
| Stolperstein | Übersetzung | Verlegort                    | Name, Leben                                 |
| ------------ | --- | ---------------------------- | ------------------------------------------- |
|              | ALEXANDER ABRAHAMS GEB. 14.9.1943 DEPORTIERT 1943 AUS DRANCY ERMORDET 23.11.1943 AUSCHWITZ                          | Koningin Wilhelminalaan 405  | Alexander Abrahams (1943–1943)              |
|              | HIER WOHNTE EZRA DANIEL ABRAHAMS GEB. 1907 DEPORTIERT 1943 AUS MECHELEN ERMORDET 3.8.1943 AUSCHWITZ                 | Koningin Wilhelminalaan 405  | Ezra Daniel Abrahams (1907–1943)            |
|              | HIER WOHNTE ISIDOR ABRAHAMS GEB. 16.1.1941 DEPORTIERT 1943 AUS DRANCY ERMORDET 23.11.1943 AUSCHWITZ                 | Koningin Wilhelminalaan 405  | Isidor Abrahams (1941–1943)                 |
|              | HIER WOHNTE VIA ALIDA ABRAHAMS- VAN DER KLEI GEB. 1908 DEPORTIERT 1943 AUS DRANCY ERMORDET 23.11.1943 AUSCHWITZ     | Koningin Wilhelminalaan 405  | Via Alida Abrahams-van der Klei (1908–1943) |
|              | HIER WOHNTE WILLIE ADELAAR GEB. 1909 DEPORTIERT 1942 AUS WESTERBORK ERMORDET OKT. 1944 AUSCHWITZ                    | Koningin Wilhelminalaan 508c | Willie Adelaar (1909–1942)                  |
|              | HIER WOHNTE HANNIE ADELAAR- KORIJN GEB. 1913 DEPORTIERT 1942 AUS WESTERBORK ERMORDET 3.9.1942 AUSCHWITZ             | Koningin Wilhelminalaan 508c | Hannie Adelaar-Korijn (1913–1942)           |
|              | HIER WOHNTE HARTOG ALLEMANS GEB. 1897 DEPORTIERT 1942 AUS WESTERBORK ERMORDET 29.10.1942 AUSCHWITZ                  | Damsigtstraat 19             | Hartog Allemans (1879–1942)                 |
|              | HIER WOHNTE ELIZABETH ALLEMANS-HARTOGS GEB. 1888 DEPORTIERT 1942 AUS WESTERBORK ERMORDET 29.10.1942 AUSCHWITZ       | Damsigtstraat 19             | Elizabeth Allemans-Hartogs (1888–1942)      |
|              | HIER WOHNTE BENEDICTUS BAK GEB. 1909 DEPORTIERT 1944 AUS WESTERBORK ERMORDET 30.6.1944 AUSCHWITZ                    | Koningin Wilhelminalaan 21   | Benedictus Bak (1909–1944)                  |
|              | JOËL BAK GEB. 11.12.1943 WESTERBORK DEPORTIERT 1944 AUS WESTERBORK ERMORDET 28.1.1944 AUSCHWITZ                     | Koningin Wilhelminalaan 21   | Joel Bak (1943–1944)                        |
|              | HIER WOONDE JOSEPH BAK GEB. 1911 GEDEPORTEERD 1942 UIT WESTERBORK VERMOORD 31.3.1944 AUSCHWITZ                      | Koningin Wilhelminalaan 21   | Joseph Bak (1911–1944)                      |
|              | HIER WOHNTE DEBORA BAK- LEHRER GEB. 1913 DEPORTIERT 1944 AUS WESTERBORK ERMORDET 28.1.1944 AUSCHWITZ                | Koningin Wilhelminalaan 21   | Deborah Bak-Lehrer (1911–1944)              |
|              | HIER WOHNTE HERMINE BONN-HERTZ GEB. 1918 DEPORTIERT 1943 AUS WESTERBORK ERMORDET 30.6.1944 AUSCHWITZ                | Laan van Leeuwesteyn 22      | Hermine Bonn-Hertz (1918–1944)              |
|              | HIER WOONDE EMMA VAN DAM GEB. 1937 GEDEPORTEERD 1943 UIT VUGHT VERMOORD 11.6.1943 SOBIBOR                           | Laan van Nieuw Oosteinde 275 | Emma van Dam (1937–1943)                    |
|              | HIER WOHNTE MAURITS VAN DAM GEB. 1903 DEPORTIERT 1943 AUS VUGHT ERMORDET 16.7.1943 SOBIBOR                          | Laan van Nieuw Oosteinde 275 | Maurits van Dam (1903–1943)                 |
|              | HIER WOHNTE RACHEL VAN DAM- LEONS GEB. 1907 DEPORTIERT 1943 AUS VUGHT ERMORDET 11.6.1943 SOBIBOR                    | Laan van Nieuw Oosteinde 275 | Rachel van Dam-Leons (1907–1943)            |
|              | HIER WOHNTE ANDRIES VAN DAELEN GEB. 1891 DEPORTIERT 1943 AUS WESTERBORK ERMORDET 13.3.1943 SOBIBOR                  | Potgieterlaan 11             | Andries van Daelen (1891–1943)              |
|              | HIER WOHNTE LOUIS VAN DAELEN GEB. 1933 DEPORTIERT 1943 AUS WESTERBORK ERMORDET 13.3.1943 SOBIBORl>                  | Potgieterlaan 11             | Louis van Daelen (1933–1943)                |
|              | HIER WOHNTE MINKA VAN DAELEN- COLTOF GEB. 1893 DEPORTIERT 1943 AUS WESTERBORK ERMORDET 13.3.1943 SOBIBOR            | Potgieterlaan 11             | Minka van Daelen-Coltof (1893–1943)         |
|              | HIER WOHNTE ELIZABETH ELIAZAR GEB. 1916 DEPORTIERT 1943 AUS WESTERBORK ERMORDET 22.10.1943 AUSCHWITZ                | Opwijckstraat 17             | Elizabeth Eliazar (1916–1943)               |
|              | HIER WOHNTE FRANCINA ELIAZAR GEB. 1920 DEPORTIERT 1943 AUS WESTERBORK ERMORDET 11.6.1943 SOBIBOR                    | Opwijckstraat 17             | Francina Eliazar (1920–1943)                |
|              | HIER WOHNTE HARTOG ELIAZAR GEB. 1889 DEPORTIERT 1943 AUS WESTERBORK ERMORDET 19.2.1943 AUSCHWITZ                    | Opwijckstraat 17             | Hartog Eliazar (1889–1943)                  |
|              | HIER WOHNTE ANNA ELIAZAR- VAN KAM GEB. 1887 DEPORTIERT 1943 AUS WESTERBORK ERMORDET 19.2.1943 AUSCHWITZ             | Opwijckstraat 17             | Anna Eliazar-Van Kam (1887–1943)            |
|              | HIER WOHNTE ALFRED GOLDSTEEN GEB. 1906 DEPORTIERT 1944 MAUTHAUSEN ERMORDET 10.4.1945                                | Rhijnvis Feithstraat 1       | Alfred Goldsteen (1906–1945)                |
|              | HIER WOHNTE MOZES RICHARD HAKKERT GEB. 1894 DEPORTIERT 1943 AUS DRANCY ERMORDET 9.3.1943 SOBIBOR                    | Oosteinde 301                | Mozes Richard Hakkert (1894–1943)           |
|              | HIER WOHNTE PHILIP MAX HAKKERT GEB. 1920 DEPORTIERT 1943 AUS DRANCY ERMORDET 9.3.1943 SOBIBOR                       | Oosteinde 301                | Philip Max Hakkert (1920–1943)              |
|              | HIER WOHNTE CARINA HERTZ GEB. 1933 DEPORTIERT 1943 AUS WESTERBORK ERMORDET 10.3.1943 AUSCHWITZ                      | Laan van Leeuwesteyn 22      | Carina Hertz (1933–1943)                    |
|              | HIER WOHNTE JAAP HERMAN HERTZ GEB. 1923 DEPORTIERT 1942 ERMORDET 13.11.1942 MAUTHAUSEN                              | Laan van Leeuwesteyn 22      | Jaap Herman Hertz (1923–1942)               |
|              | HIER WOHNTE JACQUES GUSTAVE HERTZ GEB. 1895 DEPORTIERT 1943 AUS WESTERBORK ERMORDET 31.3.1944 AUSCHWITZ             | Laan van Leeuwesteyn 22      | Jacques Gustave Hertz (1895–1944)           |
|              | HIER WOHNTE RELA HERTZ-HEIJMANS GEB. 1892 DEPORTIERT 1943 AUS WESTERBORK ERMORDET 10.9.1943 AUSCHWITZ               | Laan van Leeuwesteyn 22      | Rela Hertz-Heijmans (1892–1943)             |
|              | HIER WOHNTE CHEL KONIJN GEB. 1905 DEPORTIERT 1943 AUS WESTERBORK ERMORDET 2.7.1943 SOBIBOR                          | Koningin Wilhelminalaan 405a | Chel Konijn (1905–1943)                     |
|              | HIER WOHNTE LOUIS KONIJN GEB. 1880 DEPORTIERT 1943 AUS WESTERBORK ERMORDET 21.5.1943 SOBIBOR                        | Koningin Wilhelminalaan 405a | Louis Konijn (1880–1943)                    |
|              | HIER WOHNTE LEON KUKENHEIM GEB. 1899 DEPORTIERT 1943 AUS WESTERBORK ERMORDET 23.7.1943 SOBIBOR                      | Prinses Mariannelaan 226     | Leon Kukenheim (1899–1943)                  |
|              | HIER WOHNTE SARA KUKENHEIM- VAN DER HAM GEB. 1907 DEPORTIERT 1943 AUS WESTERBORK ERMORDET 23.7.1943 SOBIBOR         | Prinses Mariannelaan 226     | Sara Kukenheim-Van der Ham (1907–1943)      |
|              | HIER WOHNTE AREND SAMUEL MEIJERS GEB. 1899 UNTERGETAUCHT IM 'VERSTECKTEN DORF' FÜSILIERT 31.10.1944 VIERHOUTEN      | Vijverhof 16                 | Arend Samuel Meijers (1899–1944)            |
|              | HIER WOHNTE JOHN ROEDOLF MEIJERS GEB. 10.7.1938 UNTERGETAUCHT IM 'VERSTECKTEN DORF' FÜSILIERT 31.10.1944 VIERHOUTEN | Vijverhof 16                 | John Roedolf Meijers (1938–1944)            |
|              | HIER WOHNTE HANS MEULEMAN GEB. 1913 DEPORTIERT 1944 AUS MECHELEN ERMORDET 2.5.1945 MAUTHAUSEN-MELK                  | Hoekwaterstraat 134          | Hans Meuleman (1913–1945)                   |
|              | HIER WOHNTE YVONNE MEULEMAN- JESSURUN LOBO GEB. 1912 DEPORTIERT 1944 AUS MECHELEN UMGEKOMMEN 25.2.1945 AUSCHWITZ    | Hoekwaterstraat 134          | Yvonne Meuleman-Jessurun Lobo (1912–1945)   |
|              | HIER WOHNTE SAMSON MUIJS GEB. 1907 DEPORTIERT 1942 AUS WESTERBORK ERMORDET 30.9.1942 AUSCHWITZ                      | Van Alphenstraat 116         | Samson Muijs (1907–1942)                    |
|              | HIER WOHNTE SONJA MUIJS GEB. 3.10.1940 DEPORTIERT 1942 AUS WESTERBORK ERMORDET 19.8.1942 AUSCHWITZ                  | Van Alphenstraat 116         | Sonja Muijs (1940–1942)                     |
|              | HIER WOHNTE JUDITH MUIJS- BOSBOOM GEB. 1909 DEPORTIERT 1942 AUS WESTERBORK ERMORDET 19.8.1942 AUSCHWITZ             | Van Alphenstraat 116         | Judith Muijs-Bosboom (1909–1942)            |
|              | HIER WOHNTE ANNA ORCHUDESCH- WOUDHUIJSEN GEB. 1866 DEPORTIERT 1943 AUS WESTERBORK ERMORDET 13.3.1943 SOBIBOR        | Buitenrustplein 8            | Anna Orchudesch-Woudhuijsen (1866–1943)     |
|              | HIER WOHNTE BAREND SCHUIJER GEB. 1939 DEPORTIERT 1943 AUS WESTERBORK ERMORDET 12.2.1943 AUSCHWITZ                   | Van Heurnstraat 165          | Barend Schuijer (1939–1943)                 |
|              | HIER WOHNTE RACHEL SCHUIJER GEB. 25.11.1941 DEPORTIERT 1943 AUS WESTERBORK ERMORDET 12.2.1943 AUSCHWITZ             | Van Heurnstraat 165          | Rachel Schuijer (1941–1943)                 |
|              | HIER WOHNTE BETSY SCHUIJER- BEKKER GEB. 1916 DEPORTIERT 1943 AUS WESTERBORK ERMORDET 12.2.1943 AUSCHWITZ            | Van Heurnstraat 165          | Betsy Schuijer-Bekker (1916–1943)           |
|              | HIER WOHNTE ALFRED FRITS VECHT GEB. 1931 DEPORTIERT 1942 AUS WESTERBORK ERMORDET 9.11.1942 AUSCHWITZ                | Buitenrustplein 8            | Alfred Frits Vecht (1931–1942)              |
|              | HIER WOHNTE EMANUEL VECHT GEB. 1892 DEPORTIERT 1942 AUS WESTERBORK ERMORDET 31.3.1944 MITTELEUROPA                  | Buitenrustplein 8            | Emanuel Vecht (1892–1944)                   |
|              | HIER WOHNTE HENRI VECHT GEB. 1933 DEPORTIERT 1942 AUS WESTERBORK ERMORDET 9.11.1942 AUSCHWITZ                       | Buitenrustplein 8            | Henri Vecht (1933–1942)                     |
|              | HIER WOHNTE JOOSJE VECHT GEB. 7.2.1942 DEPORTIERT 1942 AUS WESTERBORK ERMORDET 9.11.1942 AUSCHWITZ                  | Buitenrustplein 8            | Joosje Vecht (1942–1942)                    |
|              | HIER WOHNTE ESTHER VECHT- ORCHUDESCH GEB. 1900 DEPORTIERT 1942 AUS WESTERBORK ERMORDET 9.11.1942 AUSCHWITZ          | Buitenrustplein 8            | Esther Vecht-Orchudesch (1900–1942)         |
|              | HIER WOHNTE BENJAMIN WAISVISZ GEB. 1901 DEPORTIERT 1943 AUS WESTERBORK ERMORDET 23.7.1943 SOBIBOR                   | Molenwijkstraat 8            | Benjamin Waisvisz (1901–1943)               |
|              | HIER WOHNTE JOHN SIDNEY WAISVISZ GEB. 1930 DEPORTIERT 1943 AUS WESTERBORK ERMORDET 23.7.1943 SOBIBOR                | Molenwijkstraat 8            | John Sidney Waisvisz (1930–1943)            |
|              | HIER WOHNTE SIDNEY JOHN WAISVISZ GEB. 1928 DEPORTIERT 1943 AUS WESTERBORK ERMORDET 23.7.1943 SOBIBOR                | Molenwijkstraat 8            | Sidney John Waisvisz (1928–1943)            |
|              | HIER WOHNTE SOPHIA WAISVISZ-DRIEVOET GEB. 1897 DEPORTIERT 1943 AUS WESTERBORK ERMORDET 23.7.1943 SOBIBOR            | Molenwijkstraat 8            | Sophia Waisvisz-Drievoet (1897–1943)        |
|              | HIER WOHNTE NAATJE DE ZOETE-DE ZOETE GEB. 1872 DEPORTIERT 1943 AUS WESTERBORK ERMORDET 16.7.1943 SOBIBOR            | Westvlietweg 76              | Naatje de Zoete-De Zoete (1882–1943)        |
|              | HIER WOHNTE ABRAHAM ZWARENSTEIN GEB. 1889 DEPORTIERT 1943 AUS WESTERBORK ERMORDET 14.1.1943 AUSCHWITZ               | Parkweg 228                  | Abraham Zwarenstein (1889–1943)             |
|              | HIER WOHNTE JACOB ZWARENSTEIN GEB. 1886 DEPORTIERT 1942 AUS WESTERBORK ERMORDET 29.10.1942 AUSCHWITZ                | Parkweg 228                  | Jacob Zwarenstein (1886–1942)               |
|              | HIER WOHNTE LION ZWARENSTEIN GEB. 1892 DEPORTIERT 1943 AUS WESTERBORK ERMORDET 30.4.1943 SOBIBOR                    | Parkweg 228                  | Lion Zwarenstein (1892–1943)                |
|              | HIER WOHNTE SIMON ZWARENSTEIN GEB. 1915 DEPORTIERT 1943 AUS DRANCY ERMORDET 28.3.1943 SOBIBOR                       | Parkweg 228                  | Simon Zwarenstein (1915–1943)               |
|              | HIER WOHNTE SUZE ZWARENSTEIN- DE LEEUW GEB. 1899 DEPORTIERT 1943 AUS WESTERBORK ERMORDET 30.4.1943 SOBIBOR          | Parkweg 228                  | Suze Zwarenstein-de Leeuw (1899–1943)       |
|              | HIER WOHNTE ROZETTA ZWARENSTEIN- DEN HARTOGH GEB. 1887 DEPORTIERT 1943 AUS WESTERBORK ERMORDET 14.1.1943 AUSCHWITZ  | Parkweg 228                  | Rozetta Zwarenstein-Den Hartogh (1897–1943) |

## Verlegedaten

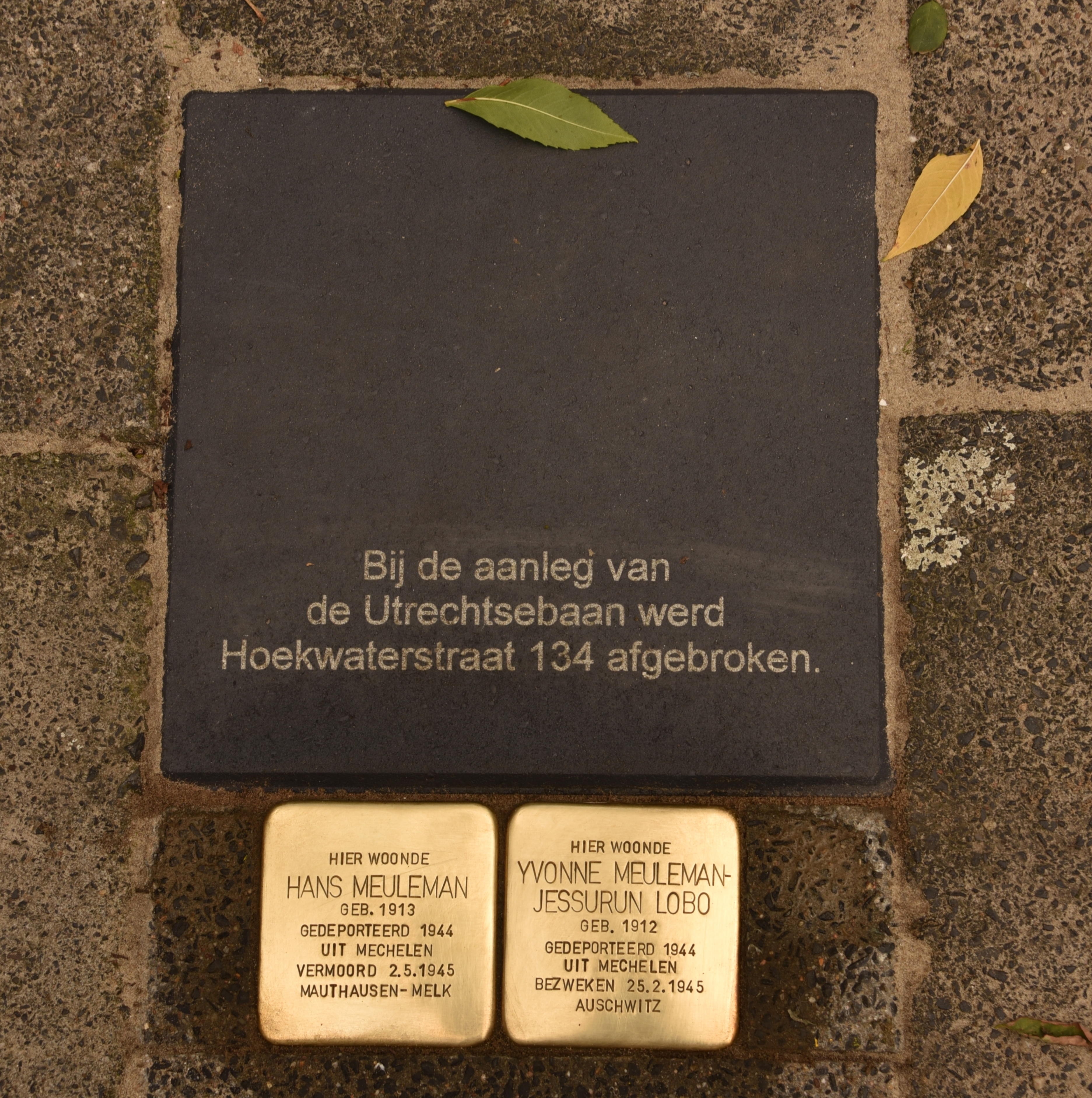
Stolpersteine für das Ehepaar Meulemann mit zusätzlicher Tafel

- 20. Juni 2018: Rhijnvis Feithstraat 1
- 22. April 2020
- 22. April 2021
- 4. Oktober 2021